# Aer Lingus

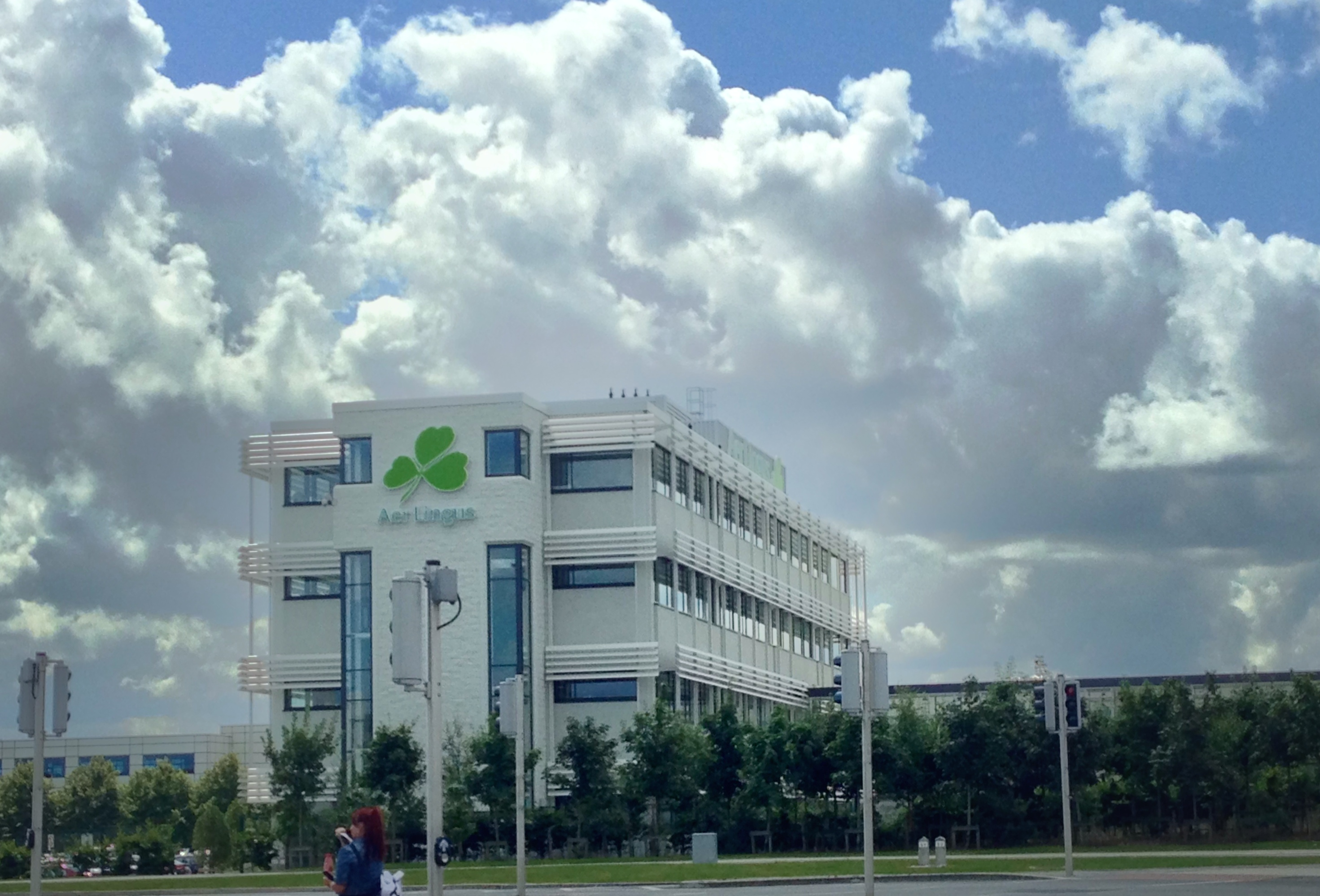
Sede di Aer Lingus

Aer Lingus (/ˌɛər ˈlɪŋɡəs/, un'anglicizzazione dall'irlandese Aer Loingeas che significa "flotta aerea") è la compagnia aerea di bandiera dell'Irlanda. Fondata dal governo irlandese, è stata privatizzata tra il 2006 e il 2015 ed è ora una sussidiaria del gruppo IAG. La sede della compagnia è situata presso l'Aeroporto Internazionale di Dublino.
Fondata nel 1936, Aer Lingus è un ex membro dell'alleanza Oneworld, che lasciò il 31 marzo 2007. In seguito all'acquisizione da parte del gruppo IAG il CEO Stephen Kavanagh ha smentito la possibilità di un ritorno nell'alleanza. La compagnia aerea ha tuttavia accordi di codeshare con membri Oneworld, Star Alliance e Skyteam oltre ad accordi interline con Etihad Airways, JetBlue Airways e United Airlines.
Prima dell'acquisizione da IAG, Ryanair possedeva il 29% delle azioni mentre il governo irlandese ne possedeva il 25%. Il 26 maggio 2015, dopo mesi di trattative per una possibile acquisizione della società da parte del gruppo IAG, il governo irlandese accettò di vendere la sua quota di partecipazione del 25%. Seguì Ryanair, che il 10 luglio 2015 decise di vendere la sua quota per 2,55€ ad azione. Dal 2 settembre 2015 Aer Lingus è a tutti gli effetti una sussidiaria di IAG.

## Storia

### Le origini

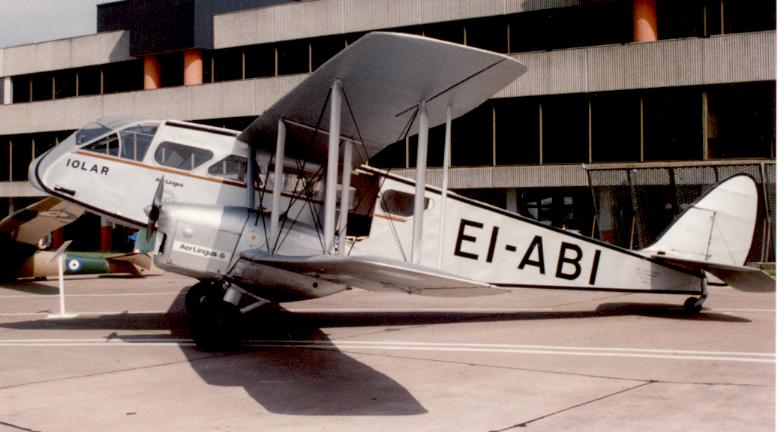
Un de Havilland DH.84 Dragon ridipinto secondo la livrea originale del 1936.

Aer Lingus venne fondata dal governo irlandese il 15 aprile 1936 per avere un vettore aereo che fornisse servizi da e per l'Irlanda.
Il primo volo, da Dublino a Bristol, ebbe luogo il 27 maggio 1936 utilizzando un de Havilland DH.84 Dragon. Nello stesso anno, la compagnia acquistò il suo secondo aereo, un quadrimotore biplano de Havilland DH.86 Express, che venne utilizzato per collegare Dublino a Londra estendendo la rotta via Bristol.
Nel 1938 il de Havilland DH.84 venne sostituito con un più moderno de Havilland DH.89 Dragon Rapide, inoltre venne acquistato un secondo de Havilland DH.86. Nel 1939 vennero acquistati i primi aerei interamente in metallo della compagnia, due Lockheed L-14 Super Electra. Nel 1940 venne acquistato un Douglas DC-3 e vennero inaugurate nuove rotte verso Liverpool e Shannon.

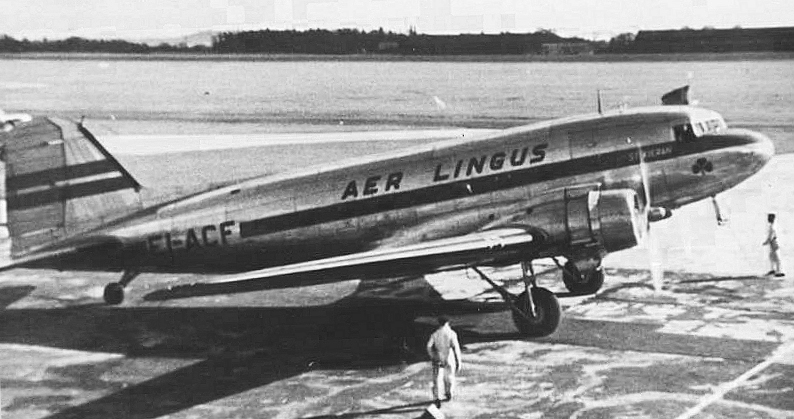
Un Douglas DC-3 all'aeroporto di Manchester dipinto con la livrea adottata dopo la guerra (1948).

Nel 1946 venne stipulato un nuovo accordo tra Irlanda e Regno Unito che concedeva ad Aer Lingus l'esclusiva dei voli tra i due paesi. Nel 1947 la compagnia, a causa della crescente richiesta di voli, acquistò sette Vickers VC.1 Viking.

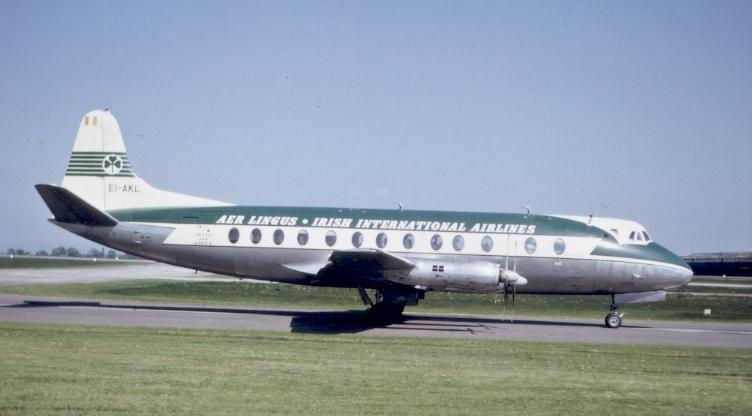
Un Vickers Viscount di Aer Lingus in livrea "green top" all'aeroporto di Manchester (1963).

A partire dalla fine degli anni quaranta Aer Lingus cominciò ad operare voli verso destinazioni europee come Bruxelles, Amsterdam e Roma. Nel 1951 la compagnia fu tra le prime ad ordinare i nuovi Vickers Viscount 700, che vennero consegnati a partire dal 1954.

### L'era dei jet
Nel 1958 venne aperta la prima rotta intercontinentale tra Shannon e New York, utilizzando dei Lockheed L-1049 Super Constellation che effettuavano il collegamento tre volte alla settimana.

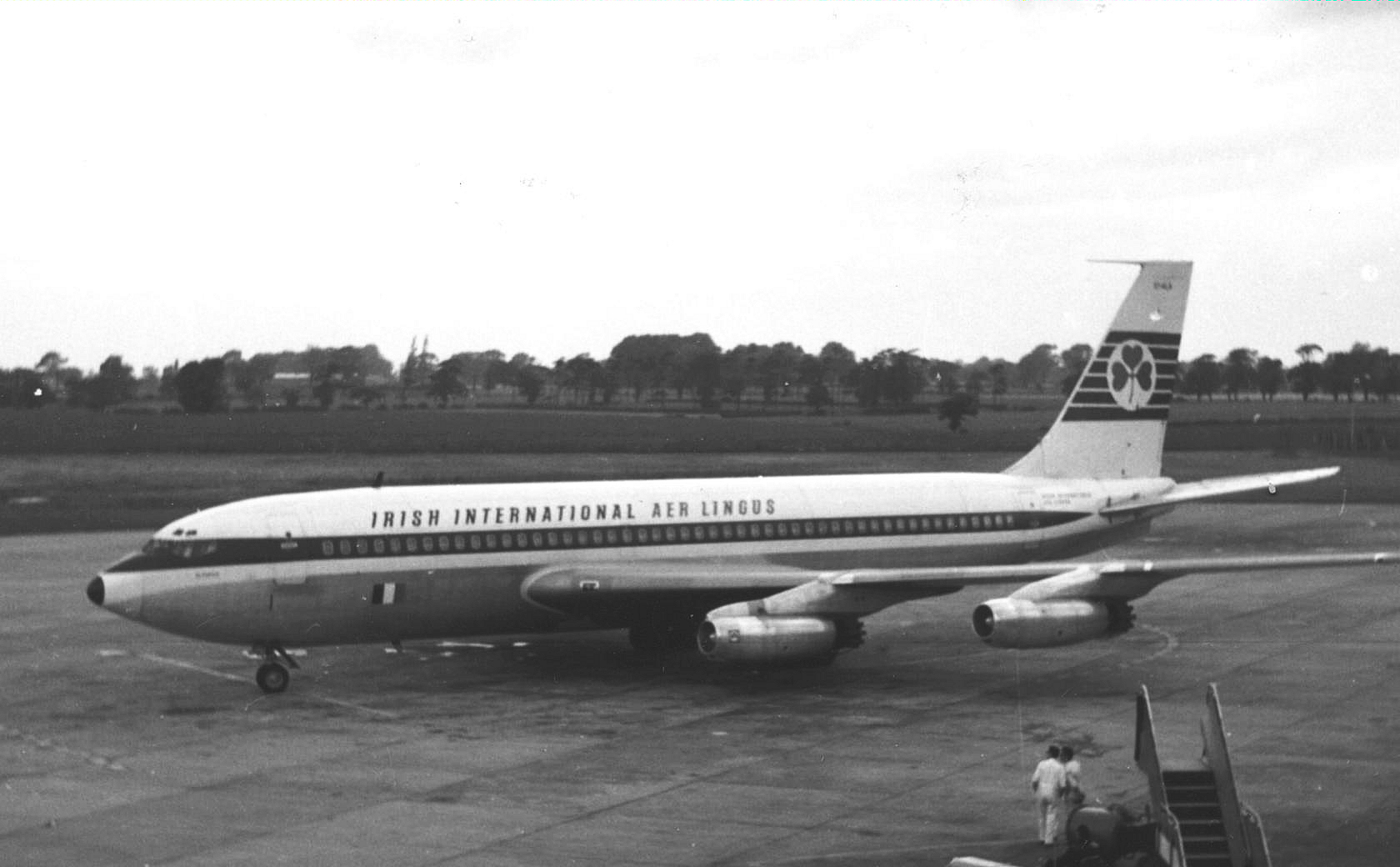
Un Boeing 720 nella livrea internazionale di Aer Lingus (1965).

Il 14 dicembre 1960 segnò l'ingresso della compagnia nell'era dei jet, grazie all'acquisto di tre Boeing 720 che vennero utilizzati per i voli su New York e su Boston.
Nel 1963 la compagnia introdusse nella sua flotta gli Aviation Traders ATL-98 Carvair, che vennero inizialmente utilizzati per il trasporto di autovetture e poi per normali servizi cargo.
Nel 1965 la compagnia cominciò a sostituire i velivoli turboelica impiegati sulle rotte europee con i BAC One-Eleven e per l'occasione venne adottata una nuova livrea.

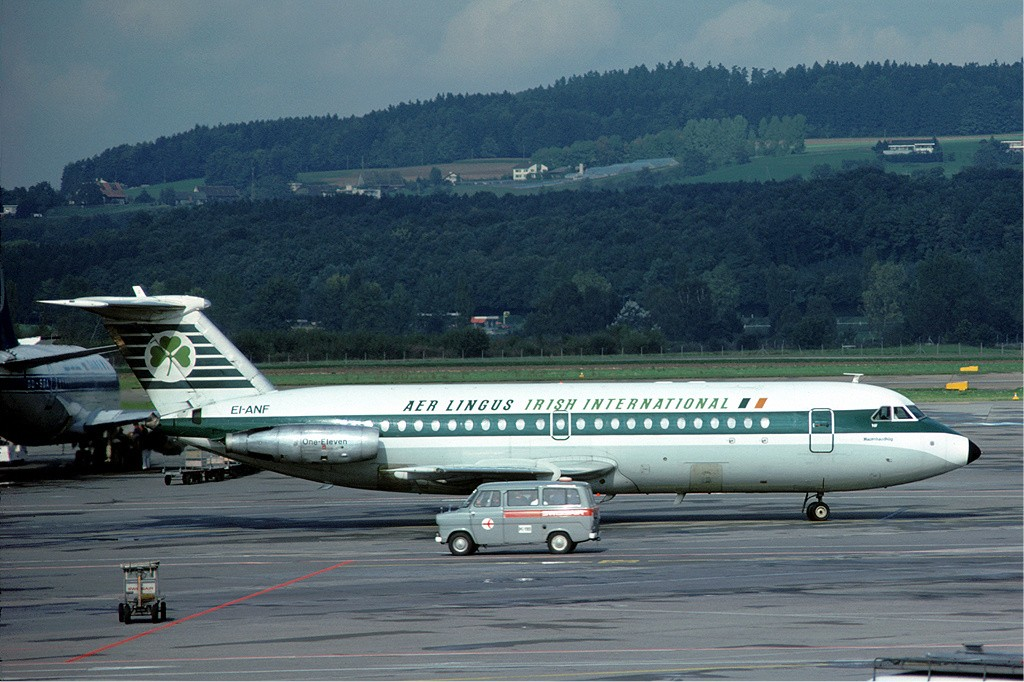
Un BAC One-Eleven all'aeroporto di Zurigo (1975).

### Dagli anni settanta ad oggi
Nel 1969, per coprire la crescente domanda di voli verso Londra, vennero acquistati i primi Boeing 737 che successivamente vennero utilizzati anche sulle rotte europee. Nel 1970 vennero introdotti nella flotta due Boeing 747 utilizzati principalmente per i collegamenti con gli Stati Uniti.
Nel 1974 venne introdotta una nuova linea, che prevedeva una linea blu in aggiunta a quella tradizionale di colore verde. Nel 1977 la compagnia fu la seconda in Europa dopo la SAS ad avere un pilota donna.
Nel settembre 1979 Aer Lingus divenne la prima compagnia aerea diversa da Alitalia ad essere utilizzata da Papa Giovanni Paolo II, che utilizzò un Boeing 747 appositamente modificato (EI-ASI) per volare da Roma a Dublino e poi da Shannon a Boston.

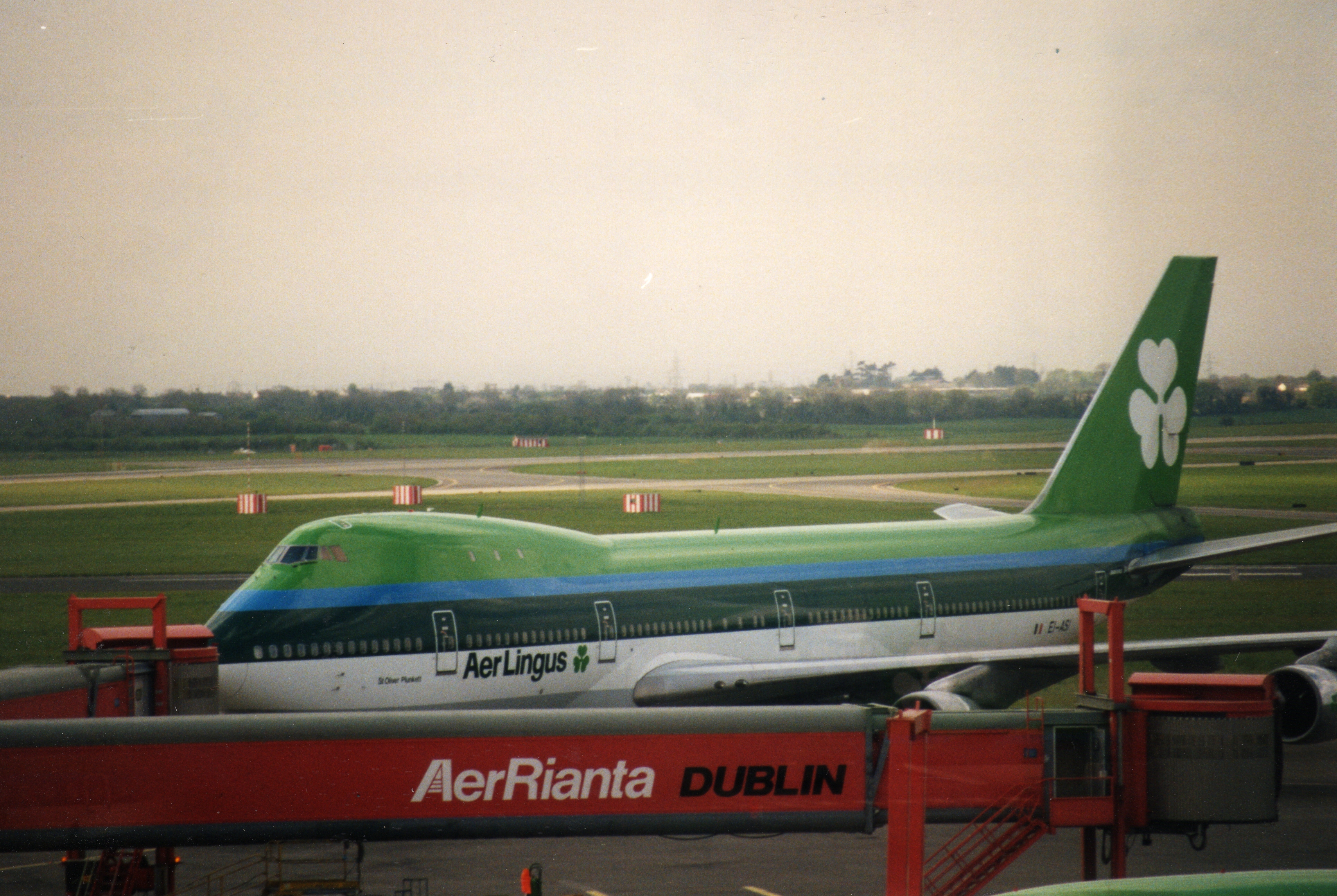
Un Boeing 747–100 all'aeroporto di Dublino (1993).

Nei primi anni ottanta i Boeing 707 vennero dismessi dalla flotta. Nel 1984 Aer Lingus fondò Aer Lingus Commuter con lo scopo di ampliare il mercato interno utilizzando i turboelica Short 360 che potevano essere utilizzati su brevi tratte. Nello stesso periodo la compagnia divenne azionista di maggioranza della compagnia aerea specializzata in voli cargo Aer Turas, che operava voli con alcuni Douglas DC-8 cargo.
Tra il 1987 ed il 1989 la compagnia sostituì i vecchi Boeing 737 con quelli di nuova generazione, inoltre sei Fokker F50 vennero introdotti nella flotta Commuter.
Nel corso del 1990, dopo la deregulation del settore aereo avvenuta in Irlanda, Aer Lingus dovette rivedere le sue politiche operative: i BAC One-Eleven vennero dismessi e sostituiti con cinque nuovi Boeing 737.
Nel 1991 quattro Saab 340 sostituirono i Short 360 di Commuter. Nel 1992 Aer Lingus completò la sostituzione dei vecchi Boeing 737-200, diventando il primo operatore al mondo ad utilizzare tutte e tre le versioni del Boeing 737 seconda generazione, le serie -300, -400 e -500, sebbene i -300 non rimasero a lungo in servizio.

#### Il passaggio agli Airbus

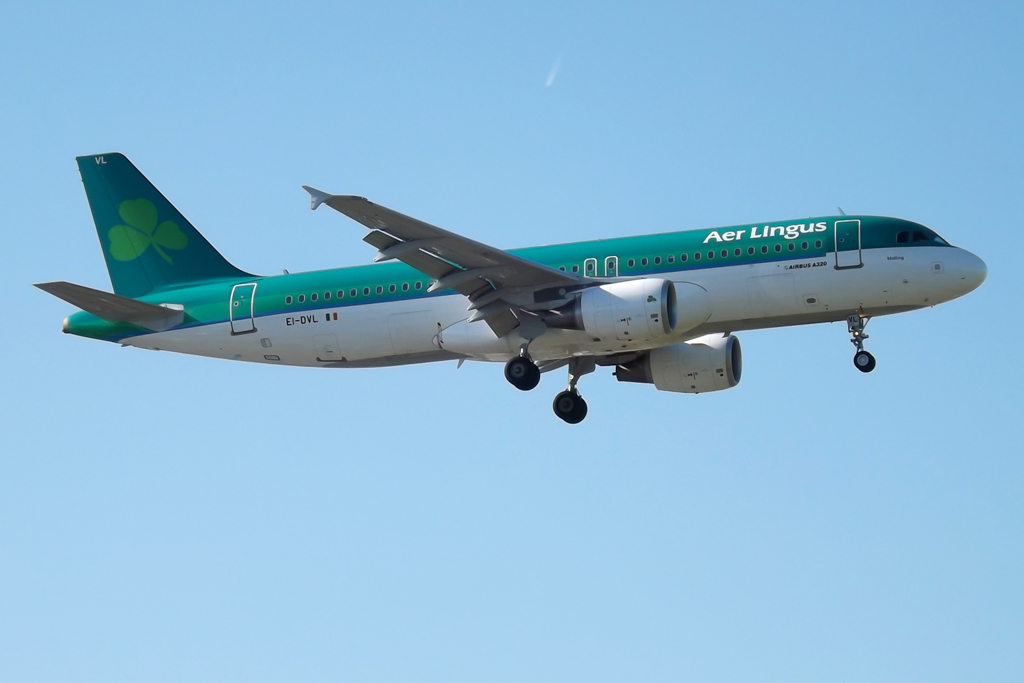
Un Airbus A320 (2014).

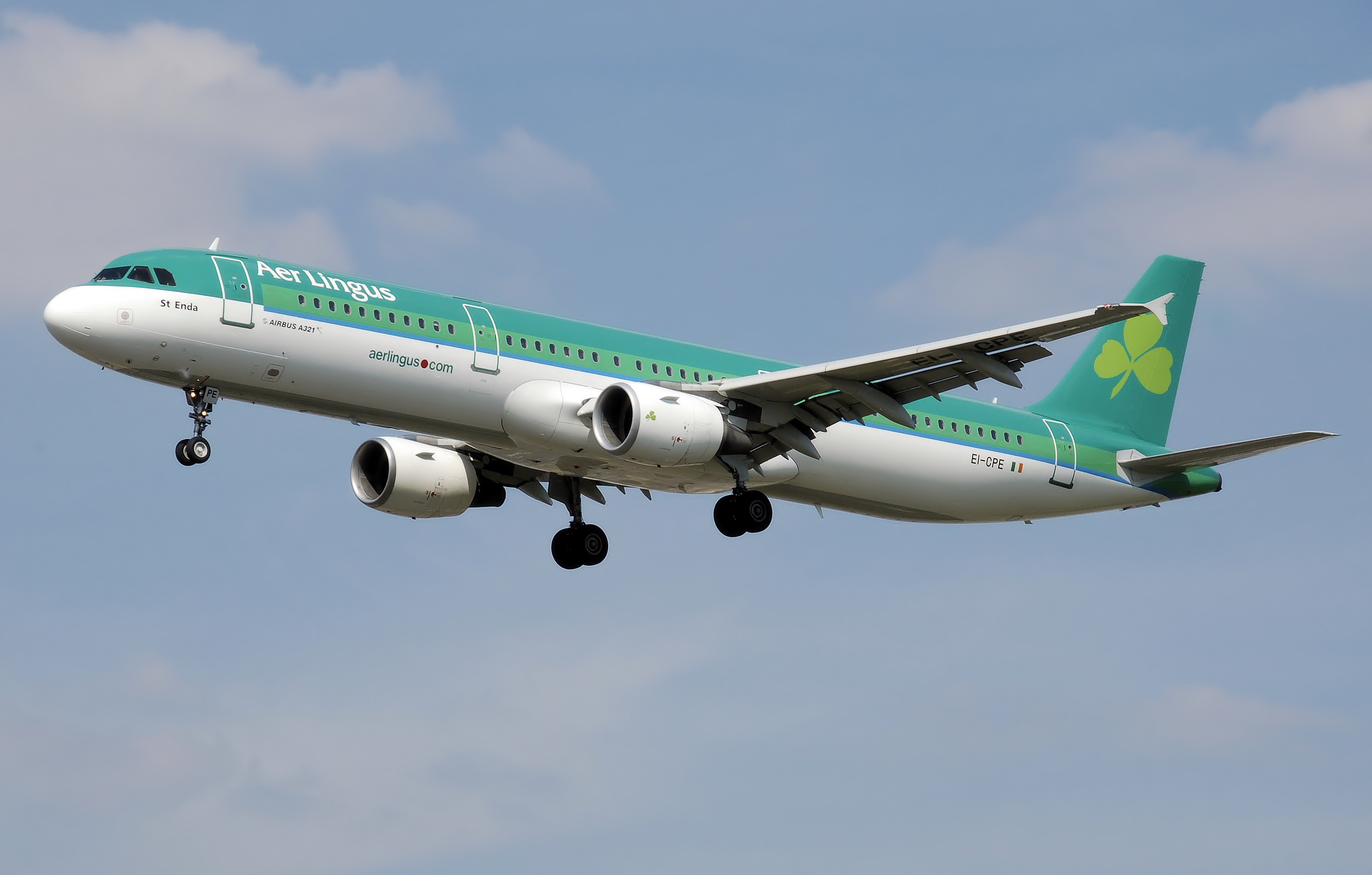
Un Airbus A321 in atterraggio all'aeroporto di Londra-Heathrow (2007).

Nel 1994 Aer Lingus cominciò ad operare voli diretti tra Dublino e gli Stati Uniti utilizzando Airbus A330 e nel maggio dello stesso anno la compagnia ottenne la certificazione ETOPS per gli A330-300 sulle nuove rotte sopra il Nord Atlantico; ciò portò alla graduale eliminazione dalla flotta dei Boeing 747 e dei Boeing 767-300ER. Il 2 ottobre 1995 fu dismesso l'ultimo Boeing 747.

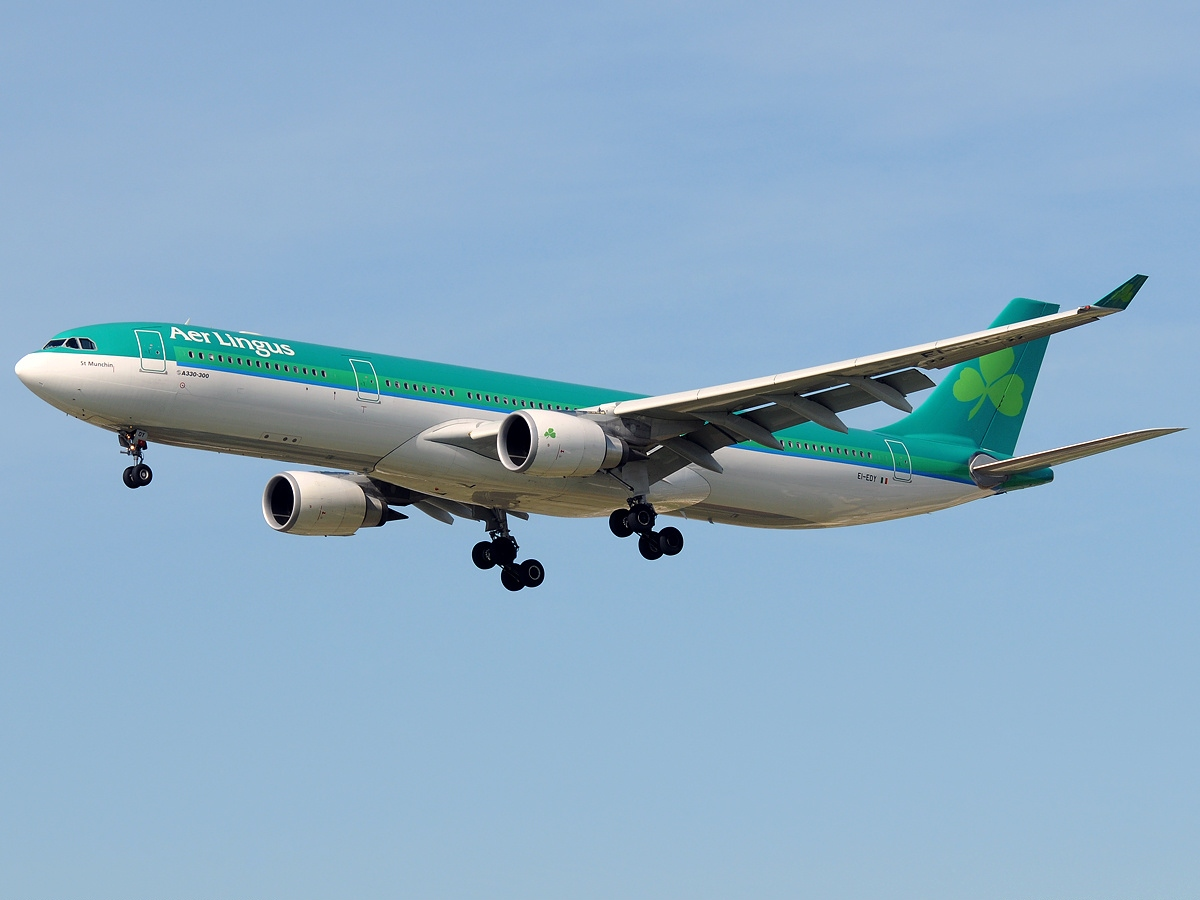
Un Airbus A330-300 di Aer Lingus.

Il primo Airbus A321 per operare tratte a corto raggio venne consegnato nel 1998 ed inizialmente venne utilizzato principalmente sulla rotta Dublino-Londra Heathrow; altri 6 velivoli vennero acquistati tra il 1998 ed il 1999 e sono tuttora (2012) in servizio. Il primo Airbus A320 venne consegnato nel 2000, seguito da altri 3 aggiunti alla flotta nel 2001. Negli anni successivi venne effettuato un nuovo ordine per altri A320, il primo dei quali venne consegnato nel 2004; la consegna di questi velivoli permise il progressivo ritiro dal servizio dei Boeing 737. Il 29 ottobre 2005 venne effettuato l'ultimo volo con un B737.
Il 27 ottobre 2005 venne annunciata l'apertura dei primi voli di linea verso l'aeroporto Internazionale di Dubai; nella stessa occasione l'amministratore delegato Mannion comunicò l'intenzione di privatizzare la compagnia con lo scopo di reperire finanziamenti per l'acquisto di nuovi aerei da impiegare sulle tratte a lungo raggio.
Il 6 giugno 2007 Aer Lingus concluse con Airbus l'ordine di 6 Airbus A350 e di 6 Airbus A330-300E. Le consegne di questi ultimi cominciarono nel febbraio 2009, mentre quella del primo A350 era prevista nel 2014.

#### L'OPA di Ryanair
Il 5 ottobre 2006 Ryanair lanciò un'OPA per acquistare Aer Lingus. L'AD di Ryanair Michael O'Leary dichiarò che la mossa era un'opportunità unica per formare una grande compagnia aerea irlandese che avrebbe potuto trasportare oltre 50 milioni di passeggeri l'anno. Ryanair comunicò di essere già in possesso del 16% delle azioni di Aer Lingus e che avrebbe offerto € 2,80 per le azioni rimanenti. Lo stesso giorno Aer Lingus respinse l'offerta pubblica di acquisto di Ryanair.
Il 29 novembre 2006 Ryanair confermò di aver portato la propria partecipazione al 26,2%. Il 21 dicembre 2006, dopo che la Commissione europea espresse dubbi sul fatto che la fusione tra le due compagnie avrebbe creato una posizione di monopolio sui voli da e per l'aeroporto di Dublino, Ryanair annunciò il ritiro dell'OPA su Aer Lingus.

#### La seconda OPA di Ryanair
Il 1º dicembre 2008 Ryanair lanciò una seconda offerta pubblica di acquisto di Aer Lingus, facendo un'offerta in contanti di 748.000.000 € (£ 619.000.000; US $ 950.000.000) che era del 28% più elevata rispetto al valore del titolo Aer Lingus nei 30 giorni precedenti.
Ryanair affermò che avrebbe raddoppiato la flotta a corto raggio di Aer Lingus e che avrebbe creato 1.000 nuovi posti di lavoro. Il Consiglio di amministrazione di Aer Lingus respinse l'offerta e consigliò ai suoi azionisti di fare altrettanto. Il 30 gennaio 2009 Ryanair ritirò la propria offerta in quanto anche il governo irlandese si espresse in maniera negativa riguardo all'affare.

#### Le nuove basi operative
Dopo aver aperto la prima base al di fuori della Repubblica d'Irlanda presso l'aeroporto di Belfast-Aldergrove nel 2007, nel dicembre 2008 Aer Lingus comunicò che avrebbe aperto una nuova base all'aeroporto di Londra-Gatwick e che vi avrebbe trasferito 4 aerei della sua flotta, diventati poi 5 a giugno. Nel gennaio 2010, in seguito al calo della domanda, la compagnia lasciò a Gatwick solamente 3 velivoli e ridusse contemporaneamente il numero delle destinazioni.

#### L'acquisizione da IAG
Nel gennaio 2015, dopo averne già presentate due non accettate, International Airlines Group, holding multinazionale anglo-spagnola, ha presentato un'ulteriore offerta da 1 miliardo di sterline per l'acquisizione di Aer Lingus.
Il consiglio di amministrazione di Aer Lingus ha accettato l'offerta alla fine del mese, mentre il governo irlandese, per quanto riguardava la sua quota di partecipazione nella compagnia, l'ha accettata nel maggio 2015. L'acquisizione è diventata effettiva il 18 agosto 2015. Aer Lingus così diviene partner di British Airways e Iberia.

#### Aer Lingus UK
Nel 2012 Aer Lingus ha fondato a Belfast una sua sussidiaria nel Regno Unito. La compagnia non ha svolto alcuna attività fino al 2020, quando ha svelato l'intenzione di lanciare alcune rotte intercontinentali dall'aeroporto di Manchester-Ringway. Aer Lingus ha trasferito dalla propria flotta un Airbus A321LR e due A330-300 per l'apertura della nuova base.
Nonostante alcuni rinvii dovuti alla Pandemia di COVID-19 e alle conseguenti restrizioni di viaggio verso gli Stati Uniti, Aer Lingus UK ha inaugurato il 20 ottobre 2021 il collegamento con le Barbados, e nel dicembre successivo le rotte verso New York e Orlando. Nell'estate 2023 l'A321LR è tornato nella flotta di ad Aer Lingus, rendendo tutti i collegamenti operati da A330, e sono state inaugurate nuove rotte verso gli USA.

## Destinazioni
A gennaio 2024 Aer Lingus raggiunge 88 aeroporti in Asia, Europa e Nord America. La maggior parte dei voli intercontinentali sono operati dall'hub di Dublino, mentre i restanti da Shannon o Manchester (da Aer Lingus UK).

### Accordi commerciali
- Air Canada
- Alaska Airlines
- American Airlines
- British Airways
- Iberia
- JetBlue
- United Airlines
- Vueling

### Alleanze
Attualmente Aer Lingus non fa parte di nessuna delle principali alleanze. È stata un membro di Oneworld dal 2000 al 2007.

## Flotta

### Flotta attuale

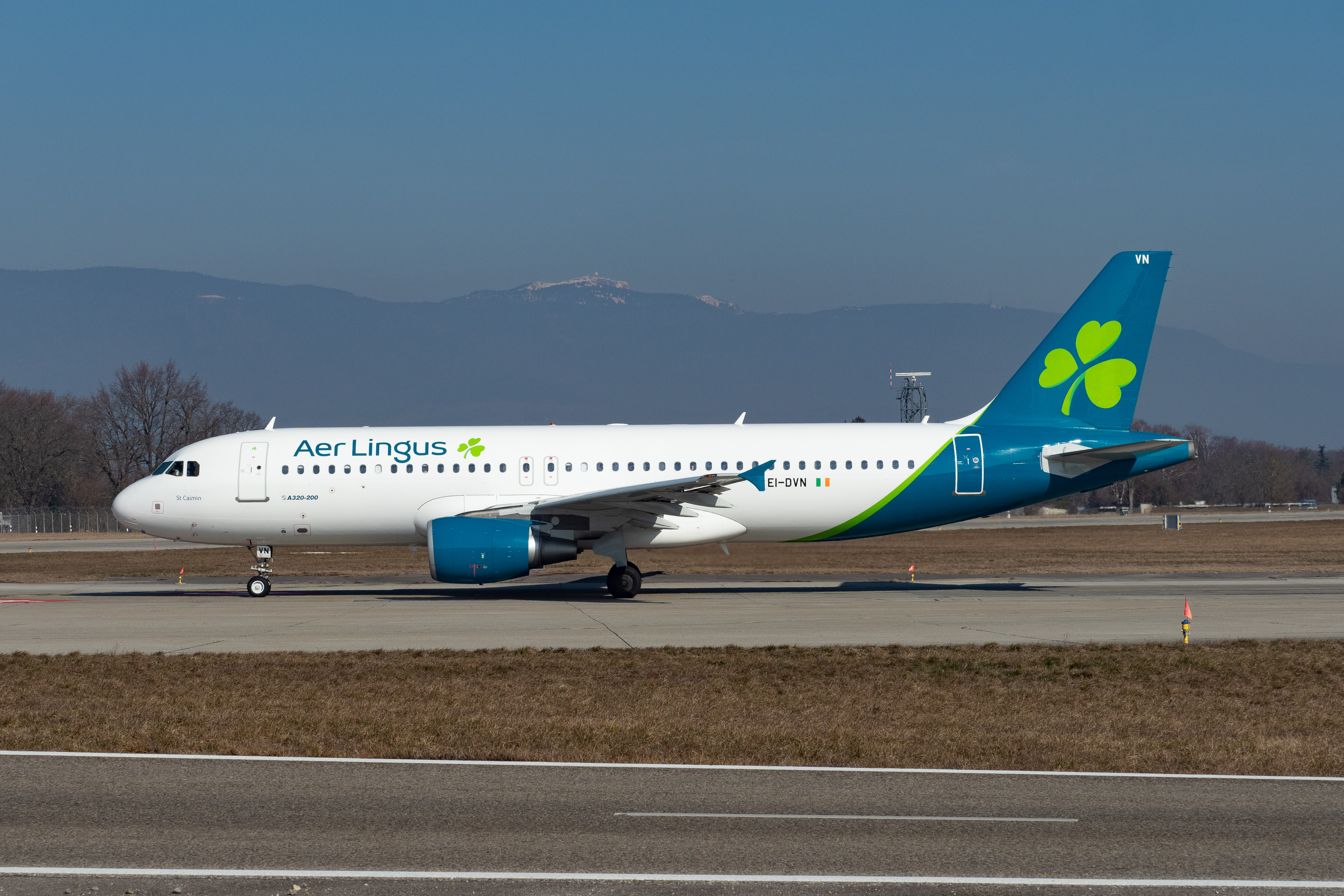
Un Airbus A320-214.

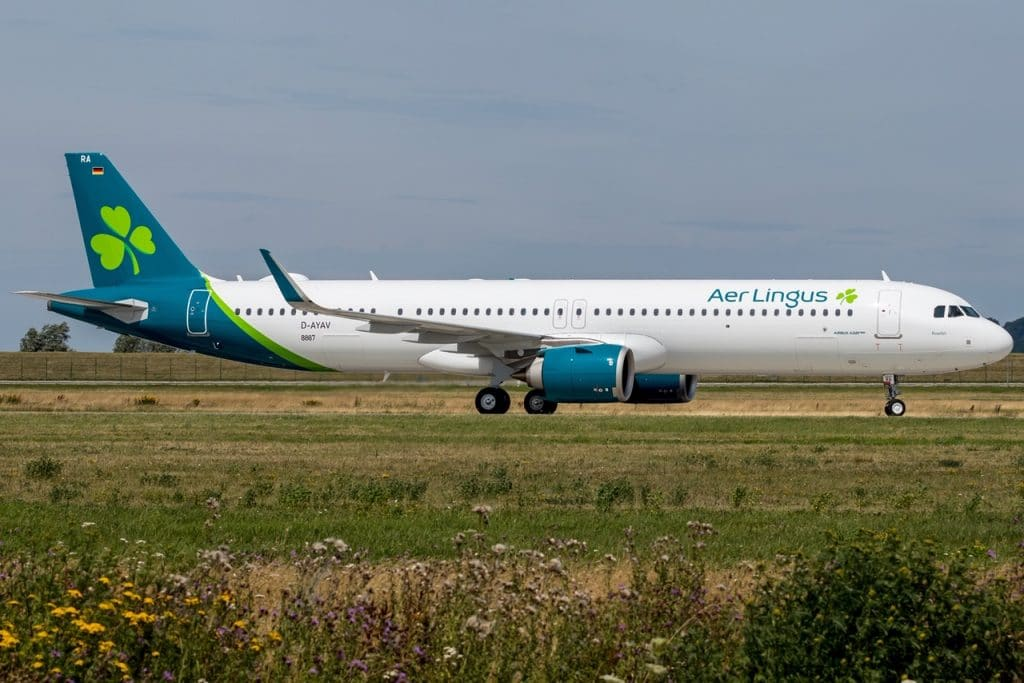
Un Airbus A321LR.

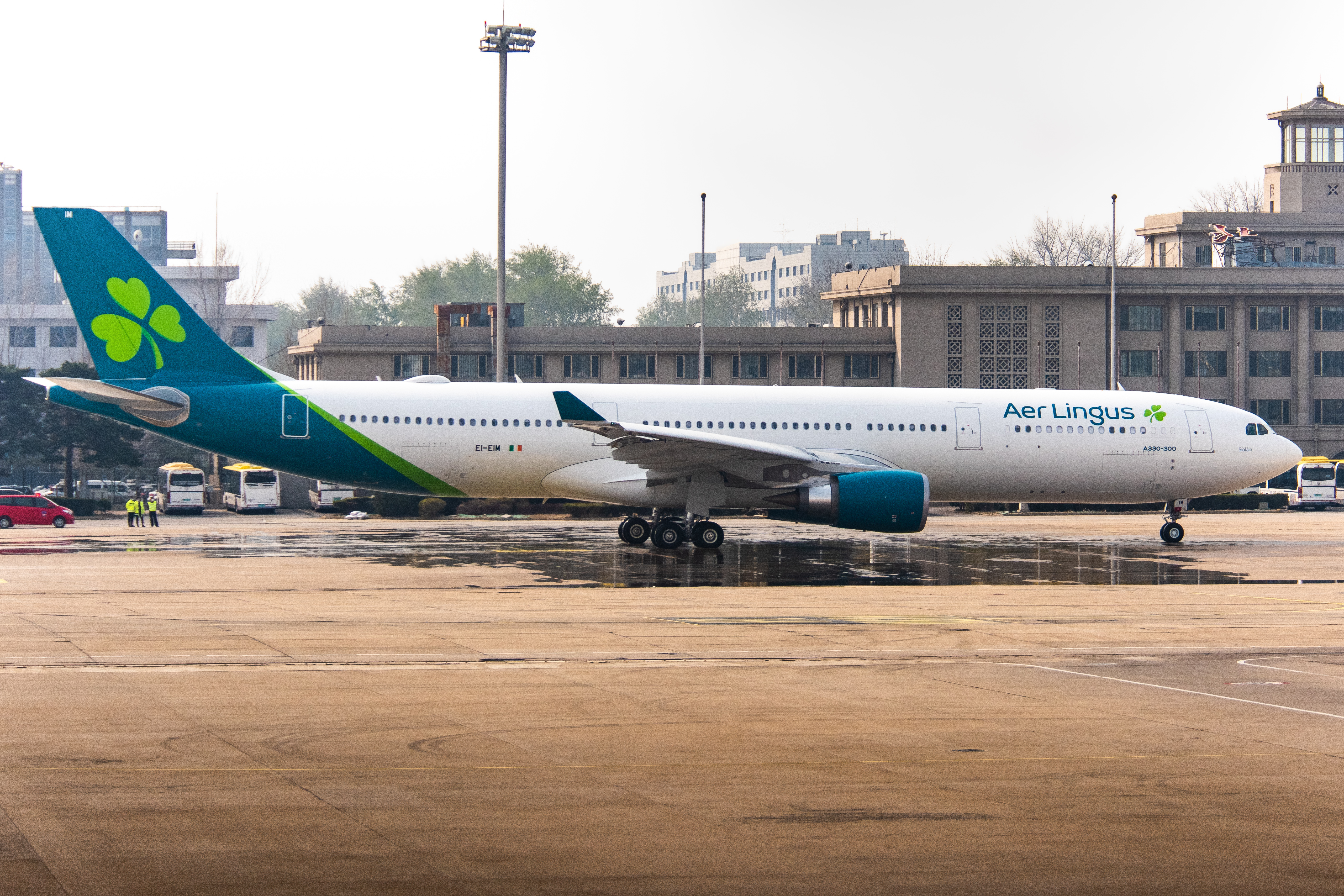
Un Airbus A330-300.

Ad aprile 2025 la flottadi Aer Lingus è così composta:

### Flotta storica

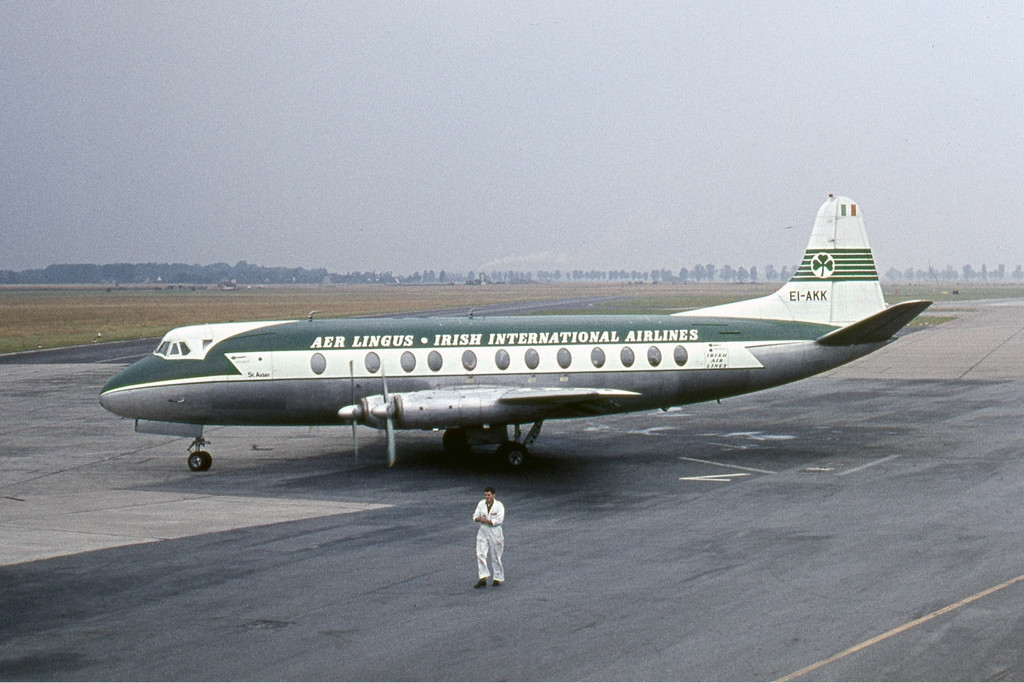
Un Vickers Viscount nel 1964.

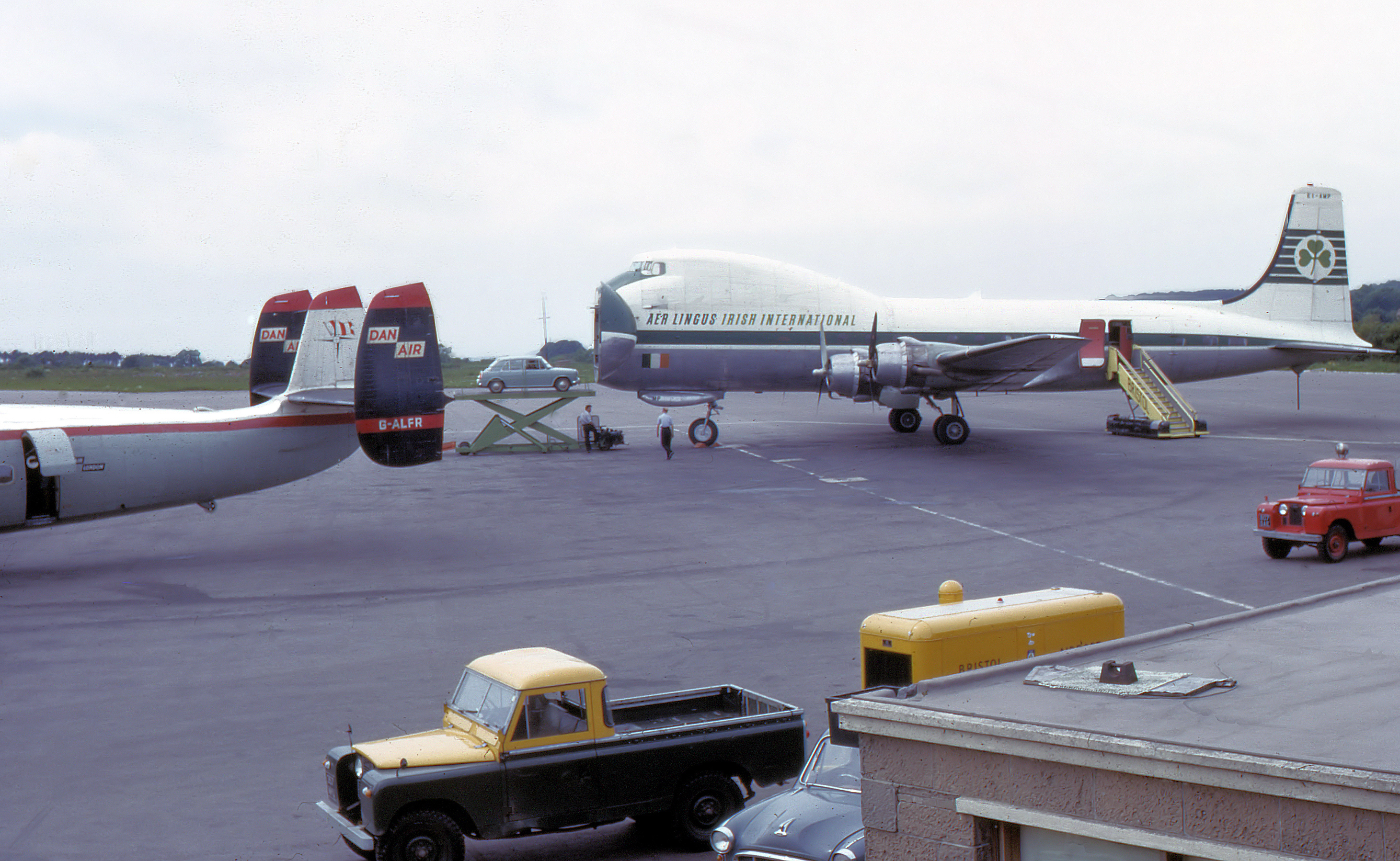
Un ATL-98 Carvair nel 1965.

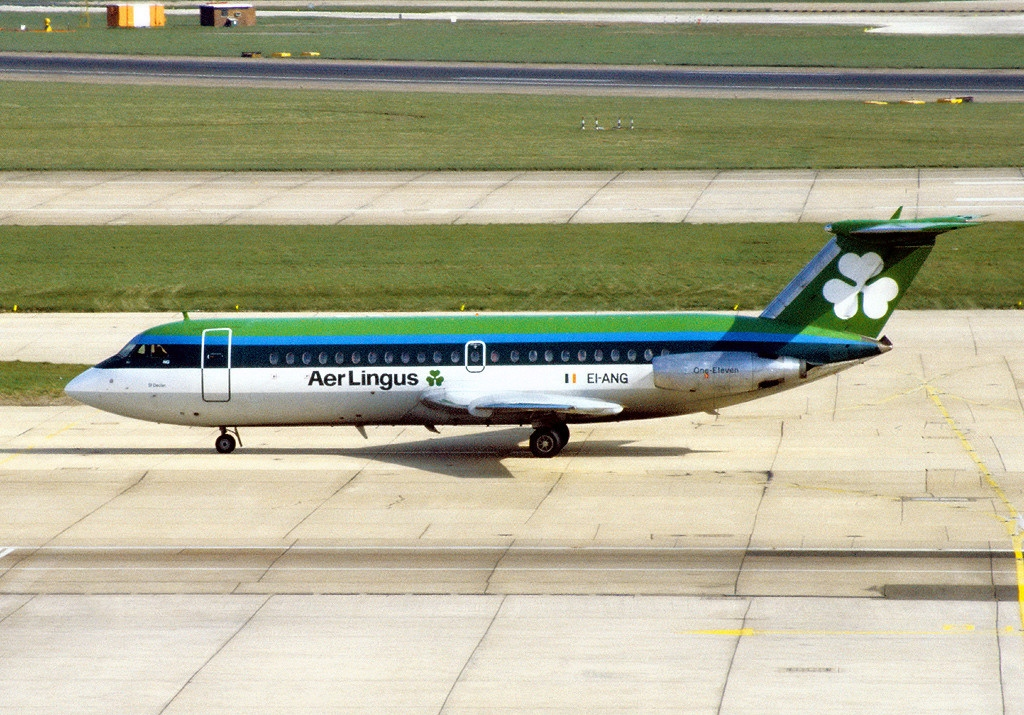
Un BAC One-Eleven nel 1983.

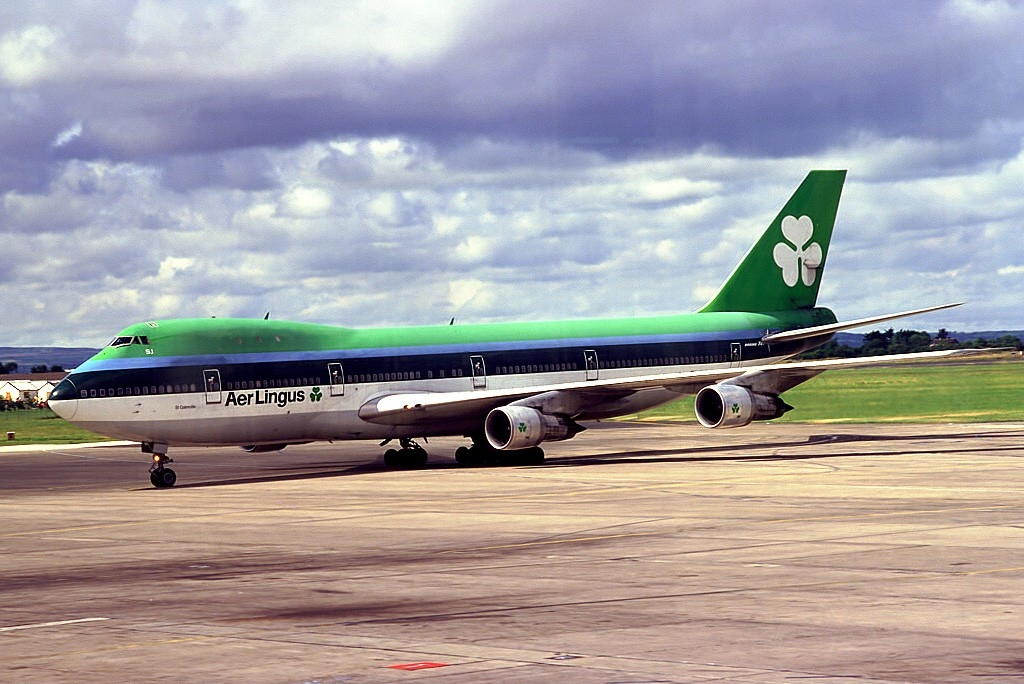
Un Boeing 747-100 nel 1987.

Aer Lingus ha operato in precedenza con i seguenti aeromobili:

## Incidenti
Gli aerei di Aer Lingus hanno subito 12 incidenti, 6 dei quali hanno portato alla dismissione del velivolo a causa dei danni riportati (3 di questi con vittime) ed un dirottamento. L'ultimo incidente in ordine di tempo avvenne nel 1986, quando uno Short 360 impattò con una linea elettrica ad alta tensione dopo che i piloti persero il controllo del velivolo a causa del ghiaccio formatosi sulla fusoliera.
- Il 10 gennaio 1952, il Douglas DC-3 con numero di registrazione EI-AFL e denominato "St. Kevin", durante il volo tra Northolt a Dublino, incappò in un'onda orografica nei pressi del Monte Snowdon (Galles) e precipitò nel Parco Nazionale di Snowdonia, uccidendo tutti i 20 passeggeri e i tre membri dell'equipaggio. Fu il primo incidente accaduto ad un velivolo della compagnia.[23]
- Il 22 giugno 1967, il Vickers Viscount con numero di registrazione EI-AOF con il quale un pilota stava compiendo un addestramento entrò in stallo e precipitò nei pressi di Ashbourne, uccidendo tutti e tre i membri dell'equipaggio.[24]
- Il 21 settembre 1967, il Vickers Viscount con numero di registrazione EI-AKK in volo da Dublino a Bristol toccò con l'ala la pista durante l'atterraggio all'aeroporto di destinazione e si schiantò contro la recinzione aeroportuale. Tutti i passeggeri e i membri dell'equipaggio rimasero illesi, il velivolo fu invece dismesso.[25]
- Il 24 marzo 1968, il Vickers Viscount con numero di registrazione EI-AOM in volo da Cork a Londra si schiantò nei pressi di Rock Tuskar nelle acque al largo della costa sud-est dell'Irlanda. Tutti i 57 passeggeri ed i 4 membri dell'equipaggio perirono nell'incidente. Il piano di coda del velivolo venne ritrovato lontano dal luogo dell'impatto, probabilmente perché si era distaccato in precedenza; tuttavia le indagini non individuarono nessuna causa probabile dell'incidente ma non esclusero la possibilità di una collisione aerea. Le indagini furono riaperte nel 1998 individuando numerosi errori di manutenzione e stabilendo che il disastro avvenne in seguito ad un cedimento strutturale della sezione di coda del velivolo.[26]
- Il 2 maggio 1981, un Boeing 737-200 in volo da Dublino a Londra venne dirottato e fatto atterrare a Le Touquet-Paris-Plage in Francia. Mentre le autorità negoziavano via radio con il dirottatore, le forze speciali francesi entrarono dalla parte posteriore del velivolo e lo arrestarono. Nel rapporto ufficiale venne riportato che il dirottatore chiese di volare fino in Iran, mentre vari resoconti dei media raccontarono che egli, un ex monaco trappista, richiese che il Papa rendesse pubblico il terzo segreto di Fátima.[27]